# Cantonul Montcuq
Cantonul Montcuq este un canton din arondismentul Cahors, departamentul Lot, regiunea Midi-Pyrénées, Franța.

## Comune
- Bagat-en-Quercy
- Belmontet
- Le Boulvé
- Fargues
- Lascabanes
- Lebreil
- Montcuq (reședință)
- Montlauzun
- Sainte-Croix
- Saint-Cyprien
- Saint-Daunès
- Saint-Laurent-Lolmie
- Saint-Matré
- Saint-Pantaléon
- Saux
- Valprionde